# Výplňové peří

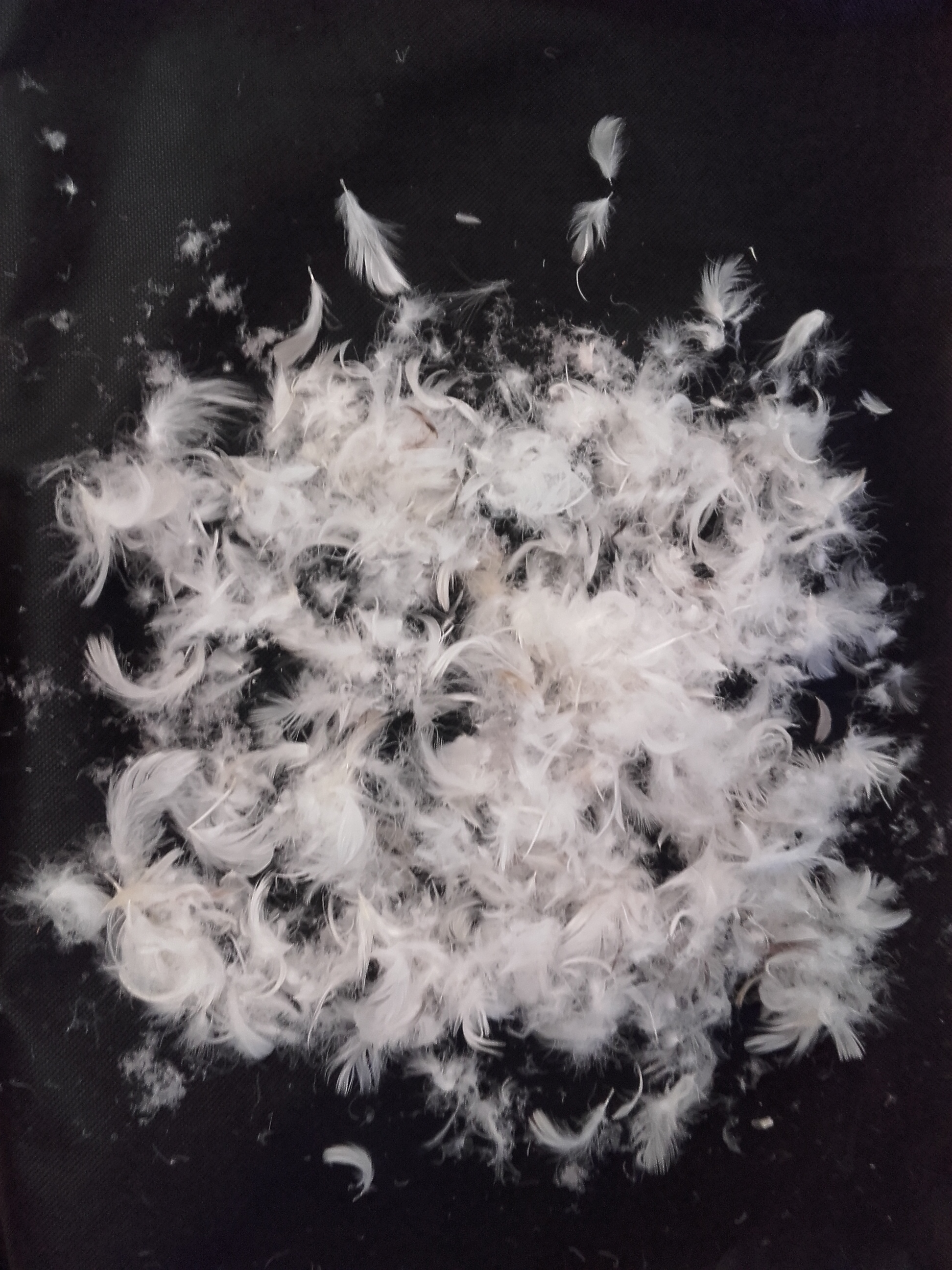
Peří před čištěním a tříděním

Výplňové peří (anglicky fill down, německy Fülldaunen) je netextilní materiál živočišného původu s vynikajícími tepelně izolačními vlastnostmi. 

## Z historie peří
Ptačí peří používali lidé od pradávna. V Číně se používalo peří ve vysokohorských oblastech jako tepelná izolace už před 4000 lety, zatímco v Evropě byla známá péřová výplň v peřinách a polštářích teprve od 15. století. Písemné záznamy ze 17. století z Ruska svědčí o prodeji ptačího peří nizozemským obchodníkům. Na Islandu byla již v roce 1847 chráněna hnízda s kajčím peřím proti zneužití.
V roce 1994 přišlo celosvětově do prodeje 67 000 tun peří na výplň za 670 milionů USD, v roce 2014 bylo zaznamenáno 270 000 tun a v roce 2019 obnášela celosvětová produkce (podle  FAO) 560 000 tun.

## Druhy peří používaného na výplň
Izolační výplň oděvních a ložních textilií se zhotovuje jednak z přírodních a jednak z umělých materiálů. Z přírodních materiálů je jako výplň nejvhodnější peří určitých ptáků, protože má vynikající poměr hřejivosti k hmotnosti a dobrou odolnost proti tlaku a zotavení po kompresi. Peří je však poměrně drahé a pro své fyzikální vlastnosti jsou výrobky sotva použtelné ve vlhkých povětrnostních podmínkách.
U výplní z umělých vláken je v suchém ovzduší poměr hřejivosti ke hmotnosti horší než u peří, ale ve vlhkých podmínkách se jen mírně snižují tepelně izolační schopnosti výplně.
Z přírodních materiálů se k hromadné výrobě výplní používá asi z 99 procent husí a kachní peří, jen cca 5000 ročních tun kajčího peří slouží jako surovina k výplni luxusních textilií. Asi 90 % kachního a 50 % husího peří dodává na světový trh Čína, kajčí peří pochází z Islandu a z Kanady.
Z cenových relací bylo např. v únoru 2022 zaznamenáno na čínské burze: husí peří 110–166 USD/kg, kachní peří 52–86 USD/kg (nejnižší cena je za šedé s obsahem 80 % prachového peří, nejvyšší za bílé s 95 % prachového peří). 1 kg kajčího peří stál již v roce 2002 cca 770 USD, za prošívanou deku s výplní z kajčího peří se platilo v roce 2022 více než 16 000 USD a bunda stála 2000 USD.

## Vlastnosti peří

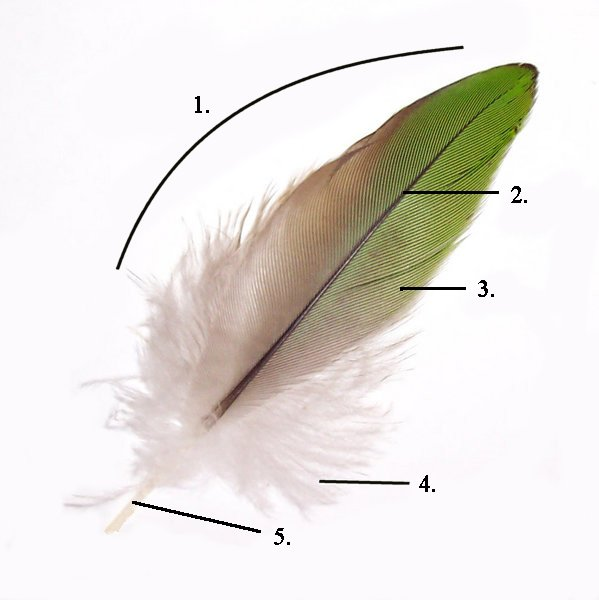
Struktura ptačího pera:
1 – prapor (péřové větve spojené paprsky)
2 – osten
3 – větvičky
4 – chmýří
5 – brk

Norma ČSN EN 1885 definuje strukturu pera, peří a názvosloví jednotlivých částí (kupní cena 230 Kč).
Husí a kachní pera mají podobný vzhled i velikost, kajčí pera jsou větší a na větvičkách per je více hrotů a uzlin.

### Fyzikální vlastnosti
| Druh peří | Pevnost (GPa) | Tloušťka (µm) x | Hustota (g/cm³) | Hmotnost průměr. chloupku (mg) |
| --------- | ------------- | --------------- | --------------- | ------------------------------ |
| husí      | 1,94          | 19              | 1,25            | 0,77                           |
| kachní    | 2,41          | 18              | 1,27            | 0,70                           |
| kajčí     | 3,20          | 22              | ?               | 2,02                           |

x Průměrná tloušťka nebyla dosud vědecky měřena. Jen např. podle jedné studie z roku 1955 se počítalo na 1 gram prachového peří z evropské husy s 91 miliony jednotlivými chloupky s celkovou délkou 50 km (podle textilních měřítek = jemnost 0,2 dtex).
Celosvětově uznávané měřítko jakosti je stupeň plnivosti (fill power), který vyjadřuje objem výplně při určitém tlaku. Měření se provádí zpravidla podle britského systému v jednotkách cuin (inch³ /ounce) tj. objem v krychlových palcích při tlaku cca 31,1 g.
Následující tabulka znázorňuje příklad hodnocení peří v obchodním styku:
| Plnivost (inch³/ounce) | Popis                                                                    |
| ---------------------- | ------------------------------------------------------------------------ |
| 400                    | použitelné jen pro laciné spacáky, obsahuje často přes 15 % hrubého peří |
| 500                    | použitelné pro levnější spacáky a bundy                                  |
| 600                    | vhodné pro kvalitní produkty                                             |
| 700                    | nejvyšší stupeň jakosti kachního peří                                    |
| 800                    | předurčené pro luxusní oděvy a ložní textil                              |

(Peří z norské kajky může ve výjimečných případech dosáhnout plnivosti přes 1000 cuin.)

### Chemické složení
Husí a kachní peří obsahuje: cca 85 % uhlíku, 10 % dusíku, 4 % kyslíku a 1 % síry

## Postup zpracování

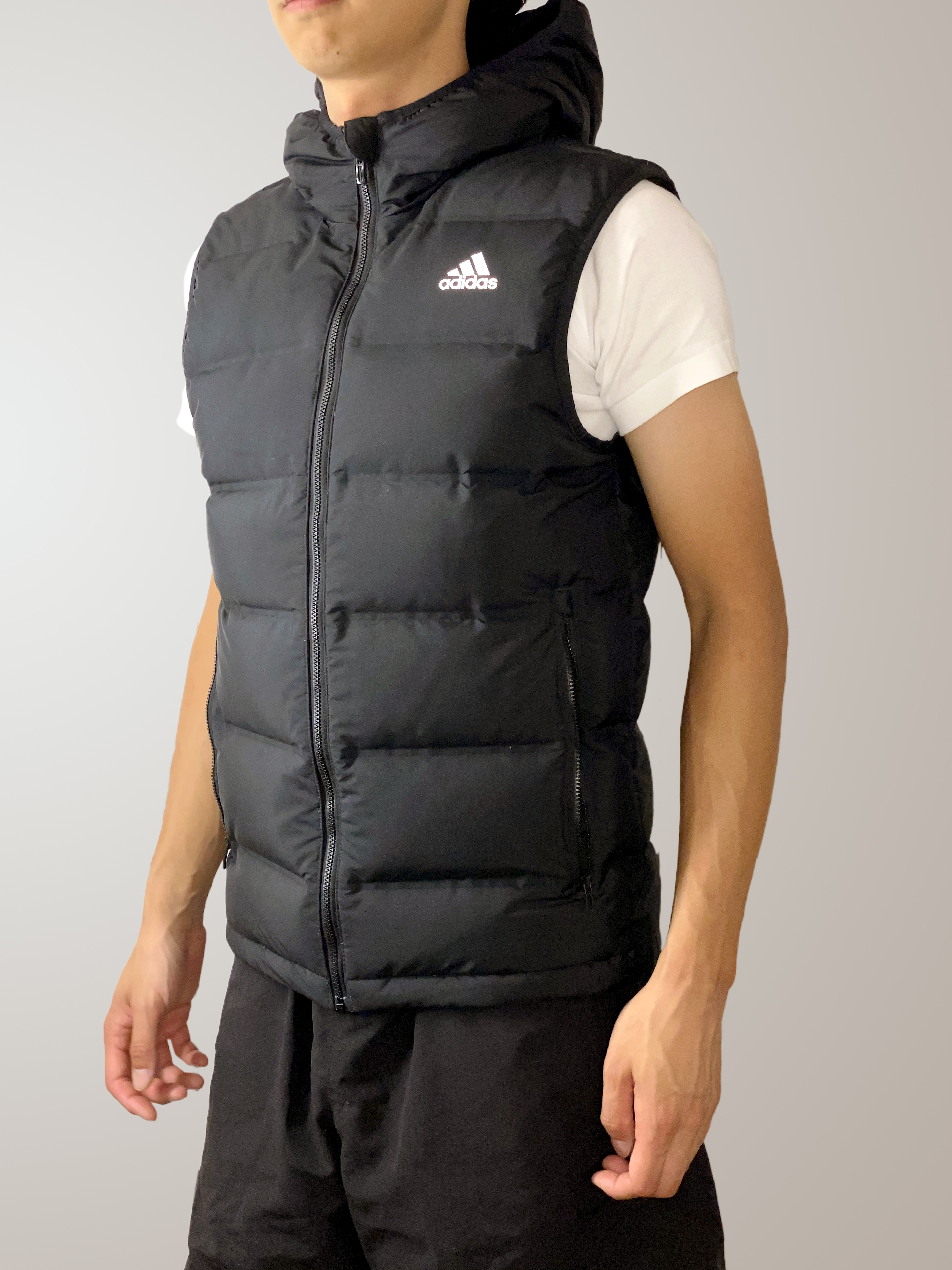
Prošívaná vesta s péřovou výplní

Téměř všechny husy a kachny se pěstují na maso, peří se z nich získává po usmrcení jako vedlejší produkt. Škubání peří se provádí na speciálních strojích většinou za sucha, jen malá část zvířat se před škubáním namáčí v horké vodě.
Asi z 1 % hus a kachen se ještě v 21. století škube peří za živa. Tento způsob zpracování je povolen jen na určitou krátkou dobu po odlíhnutí, kdy je škubání bezbolestné. Dodržování tohoto nařízení je problematické, i když se největší výrobci textilií s péřovou výplní (North Face a Patagonia) zavázali k systematické kontrole dodavatelů peří.
Kajčí peří se získává z hnízd, ve kterých samičky zanechávají část nejjemnějšího peří k zahřívání vajíček. Když ptáci po líhni opustí hnízdo, shromažďují zkušení sběratelé z každého hnízda průměrně 7–15 g peří.
Surové peří se pere ve zvláštní lázni, následuje sušení v odstředivce a strojní třídění (v závislosti na váze chomáčků se oddělují hrubší části od peří). Tříděný materiál má v celkovém množství obsahovat průměrně asi 93 % prachového peří.
Negativní vliv vlhkosti na tepelnou vodivost peří se dá korigovat různými hydrofobními, chemickými úpravami. První průmyslově aplikovaná byla úprava chromovým činidlem (od roku 1968). Asi od roku 1985 se část peří upravuje silikáty, nánosem vosku aj. Údaje o konkrétních účincích a rozsahu výroby nebyly do roku 2023 publikovány.
Asi od roku 2014 se vyrábí v Itálii rouno z recyklovaného peří v tloušťkách od 30 g/m² do 150 g/m², které se dá použít jako výplň textilií bez prošívání. Rouno se vyrábí také ze směsi peří s polyesterovými nebo polyetylenovým mikrovlákny a dá se laminovat nebo pokrývat vodotěsnou membránou. Údaje o technologii výroby, relevantních vlastnostech a rozsahu výroby nebyly do roku 2023 publikovány.
Asi ve stejné době byla v Anglii laboratorně vyrobena rouna technologií airlaid. V rounu je na způsob sendviče peří uloženo mezi dvěma vrstvami syntetických mikrovláken.
Poměr hřejivosti k váze byl u rouna podobný jako u peří zpracovaného konvenční technologií, airlaidové sendviče měly nepatrně nižší izolační schopnosti.

## Výroba výplně
Při výrobě výplně se vrstva peří ukládá mezi dvěma plošnými textiliemi (tkaniny nebo pleteniny) a všechny tři vrstvy se spojují prošitím tak, že se vytvoří rovnoměrně rozdělené komory a tím se zajišťuje stejnoměrná tloušťka výplně po celé ploše.